# Mariene ecoregio Cargados Carajos/Tromelin
De Mariene ecoregio Cargados Carajos/Tromelin (97) (Engels: Cargados Carajos/Tromelin Island marine ecoregion) is een biogeografische regio en ligt in het westen van de Indische Oceaan in de Mariene provincie Westelijke Indische Oceaan (20) in het Marien rijk Westelijke Indo-Pacific. De mariene ecoregio is vastgesteld door het World Wide Fund for Nature en The Nature Conservancy en is vernoemd naar Cargados Carajos en Tromelin.
In het noordwesten grenst het gebied aan de mariene ecoregio Seychellen (96), in het westen aan de mariene ecoregio Westelijk en Noordelijk Madagaskar (100) en in het zuiden aan de mariene ecoregio Mascarenen (98).

## Geografie
De mariene ecoregio ligt in het westen van de Indische Oceaan rond de eilandengroep van Cargados Carajos en Tromelin in respectievelijk Mauritius en de Franse Verspreide Eilanden in de Indische Oceaan.
Door het gebied stroomt de Indische Zuidequatoriale stroom, onderdeel van de Indische Oceaan-gyre.

## Biogeografie
Het gebied kent zeeleven dat houdt van tropische temperaturen.